# 건원 (동진)
건원(建元)은 중국 동진(東晉) 강제(康帝)의 연호이다. 343년에서 345년 1월까지 2년 동안 사용하였다. 344년 9월에 강제의 뒤를 이어 즉위한 목제(穆帝)가 남은 4개월 동안 이어서 사용하였으며 345년에 개원하였다.
같은 시기에 사용된 다른 연호로는 성한(成漢)에서 사용한 한흥(漢興 : 338년 ~ 343년), 태화(太和 : 344년 ~ 346년), 전량(前凉)에서 사용한 건흥(建興 : 313년 ~ 361년), 후조(後趙)에서 사용한 건무(建武 : 335년 ~ 348년), 대(代)에서 사용한 건국(建國 : 338년 ~ 376년)이 있다.

## 개원
건원(建元) 원년 1월 1일(343년 2월 11일)에 연호를 건원(建元)으로 개원함.

## 연대대조표
| 건원                | 원년            | 2년             | 3년        |
| 서력                | 343년           | 344년           | 345년      |
| 육십간지 (六十干支) | 계묘(癸卯)      | 갑진(甲辰)      | 을사(乙巳) |
| 성한 (成漢)         | 한흥(漢興) 6년  | 태화(太和) 원년 | 2년        |
| 전량 (前凉)         | 건흥(建興) 31년 | 32년            | 33년       |
| 후조 (後趙)         | 건무(建武) 9년  | 10년            | 11년       |
| 대 (代)             | 건국(建國) 6년  | 7년             | 8년        |

## 삭일(1일)
| 건원 원년 (343년) | 1월             | 2월             | 3월             | 4월             | 5월             | 6월             | 7월             | 8월             | 9월             | 10월            | 11월            | 12월            |                 |
| ----------------- | --------------- | --------------- | --------------- | --------------- | --------------- | --------------- | --------------- | --------------- | --------------- | --------------- | --------------- | --------------- | --------------- |
| 삭일(음력)        | 계축일 (癸丑日) | 계미일 (癸未日) | 임자일 (壬子日) | 임오일 (壬午日) | 신해일 (辛亥日) | 신사일 (辛巳日) | 경술일 (庚戌日) | 경진일 (庚辰日) | 기유일 (己酉日) | 기묘일 (己卯日) | 무신일 (戊申日) | 무인일 (戊寅日) |                 |
| 율리우스력        | 343년 2월 11일  | 3월 13일        | 4월 11일        | 5월 11일        | 6월 9일         | 7월 9일         | 8월 7일         | 9월 6일         | 10월 5일        | 11월 4일        | 12월 3일        | 344년 1월 2일   |                 |
| 건원 2년 (344년)  | 1월             | 2월             | 3월             | 4월             | 5월             | 6월             | 7월             | 8월             | 윤8월           | 9월             | 10월            | 11월            | 12월            |
| 삭일(음력)        | 정미일 (丁未日) | 정축일 (丁丑日) | 병오일 (丙午日) | 병자일 (丙子日) | 병오일 (丙午日) | 을해일 (乙亥日) | 을사일 (乙巳日) | 갑술일 (甲戌日) | 갑진일 (甲辰日) | 계유일 (癸酉日) | 계묘일 (癸卯日) | 임신일 (壬申日) | 임인일 (壬寅日) |
| 율리우스력        | 344년 1월 31일  | 3월 1일         | 3월 30일        | 4월 29일        | 5월 29일        | 6월 27일        | 7월 27일        | 8월 25일        | 9월 24일        | 10월 23일       | 11월 22일       | 12월 21일       | 345년 1월 20일  |

## 같이 보기
- 다른 왕조의 같은 연호
  - 전한(前漢) 건원(기원전 140년 ~ 기원전 135년)
  - 전조(前趙) 건원(315년 ~ 316년)
  - 전진(前秦) 건원(365년 ~ 385년)
  - 남제(南齊) 건원(479년 ~ 482년)

- 중국의 연호